# Rye (del av en befolkad plats)
Rye är en del av en befolkad plats i Australien. Den ligger i delstaten Victoria, omkring 63 kilometer söder om delstatshuvudstaden Melbourne. Antalet invånare är 8 160.
Närmaste större samhälle är Rosebud, nära Rye. 
Runt Rye är det ganska tätbefolkat, med 129 invånare per kvadratkilometer. Genomsnittlig årsnederbörd är 939 millimeter. Den regnigaste månaden är juni, med i genomsnitt 128 mm nederbörd, och den torraste är januari, med 44 mm nederbörd.